# Echinorhynchus gracilis
Echinorhynchus gracilis är en hakmaskart som beskrevs av Machado 1948. Echinorhynchus gracilis ingår i släktet Echinorhynchus och familjen Echinorhynchidae. Inga underarter finns listade i Catalogue of Life.